# Deutsch-schweizerische Beziehungen
Im Rahmen der deutsch-schweizerischen Beziehungen bestehen über 200 Abkommen zwischen der Schweiz und Deutschland. Die gemeinsame Grenze der beiden Nachbarstaaten hat eine Länge von über 300 Kilometern.

## Politische und wirtschaftliche Beziehungen
Zwei deutsche Bundesländer und sechs Schweizer Kantone sind Mitglieder der Internationalen Bodenseekonferenz.
Die Schweiz betreibt eine Botschaft in Berlin, Deutschland eine Botschaft in Bern sowie eine Vertretung beim Büro der Vereinten Nationen in Genf.
Es leben rund 96.000 Schweizer in Deutschland sowie rund 300.000 Deutsche in der Schweiz. Knapp 60.000 deutsche Grenzgänger hatten Ende 2014 ihren Arbeitsplatz in der Schweiz. Deutschland ist der wichtigste Handelspartner der Schweiz.

## Geschichte

### Heiliges Römisches Reich
Ab ca. dem Jahr 1000 waren die Gebiete der heutigen Schweiz Teil des Heiligen Römischen Reiches, welches sich über große Teile West- und Mitteleuropas erstreckte. Dieses stellte jedoch nie einen Zentralstaat im modernen Sinne dar, sondern war ein loses Bündnis von Einzelstaaten und Territorien. Im Hochmittelalter gehörte das Land westlich von Aare und Reuss zu Burgund und das Land östlich davon zum Herzogtum Schwaben. Da das bergige Alpengebiet weit von jeglicher kaiserlicher Autorität entfernt lag, organisierten sich verschiedene Gebiete im 13. und 14. Jahrhundert zu Bündnissen (Alte Eidgenossenschaft), welche sich mit der Zeit von der Autorität der Habsburger emanzipieren konnten. Die Eidgenossen sahen sich als Teil des Reiches an und nahmen an den Reichstagen zu Augsburg teil. War jedoch ein Habsburger auf dem Thron, gingen sie auf Distanz zum Kaiser und näherten sich den anderen Reichsständen an. Der Luxemburger Kaiser Sigismund übertrug den Eidgenossen 1415 das Aargau von den Habsburgern und gab den Acht Alten Orten die Reichsunmittelbarkeit.
Im 15. Jahrhundert wurde das Bündnis der Eidgenossen zunehmend als Einheit betrachtet und eine eigenständige Identität bildete sich. Die Eidgenossen schlossen 1521 ein Bündnis mit dem Königreich Frankreich, welches die Franzosen zur Schutzmacht der Eidgenossenschaft gegenüber den Habsburgern machte und die Schweiz zunehmend stärker beeinflusste als das Reich. Zu Beginn des 17. Jahrhunderts beteiligten sich die Eidgenossenschaft nicht mehr an den Reichsinstitutionen und während des Dreißigjährigen Kriegs blieben die Eidgenossen neutral, während des Reich verwüstet wurde. Mit dem Westfälischen Friede lösten sich die Schweizer 1648 endgültig aus dem Heiligen Römischen Reich und der formellen Oberherrschaft des römisch-deutschen Kaisers und wurde damit souverän. Einige Gebiete der Schweiz wie z. B. das Fürstbistum Basel blieben allerdings bis zum Reichsdeputationshauptschluss 1803 Reichsstände.

### Schweiz und Deutscher Bund
Zwischen dem monarchistischen Deutschen Bund und der liberalen Schweiz kam aufgrund der Schweizer Asylpolitik zum Konflikt, als die Schweiz sich nach den Karlsbader Beschlüssen zum Zufluchtsort für deutsche Revolutionäre und Liberale entwickelte. Nach den Karlsbader Beschlüssen (1819) setzte Metternich die Schweiz unter Druck, sodass diese 1823 das Presse- und Fremdenkonklusum verabschieden musste, welches Überwachung der einheimischen Presse und die Einschränkung des Asylrechts enthielt. Österreich hatte zuvor mit einem Einmarsch gedroht hatte. Während der Badischen Revolution 1848/49 kam es erneut zum Konflikt, als badische Revolutionäre die Schweiz als Ausgangsbasis nutzten, weshalb der Deutsche Zollverein in den 1830ern gewährte Zollprivilegien 1851 wieder abschaffte. Ein Konflikt zwischen Preußen und der Schweiz konnte 1857 durch den Neuenburgerhandel friedlich beigelegt werden.

### Schweiz und das Deutsche Kaiserreich
Nach der Einigung Deutschlands bemühte sich die Schweiz um gute Beziehungen zu der neuen, an ihrer Grenze entstandenen Großmacht. Unter Otto von Bismarck kam es erneut zu Streitigkeiten um die Schweizer Asylpolitik, diesmal um die Aufnahme von Sozialisten. Unter Wilhelm II. waren die Beziehungen problemfrei und ein Staatsbesuch von Wilhelm 1912 löste begeisterte Reaktion in der Deutschschweiz und gemischte Reaktionen der Romandie aus. Nach einer Intensivierung der Handelsbeziehungen wurde das Kaiserreich der wichtigste Handelspartner der Schweizer und 1910 lebten bereits 220'000 Deutsche in der Schweiz. Des Ersten Weltkriegs spaltete die Schweiz innenpolitisch, da die Deutschschweiz mit Deutschland sympathisierte und die Romandie mit Frankreich, was von ausländischer Kriegspropaganda weiter angeheizt wurde. Im Rahmen der Neutralitätspolitik blieb die Schweiz allerdings außenpolitisch neutral, was ein schwieriger Balanceakt darstellte, da die Schweiz nur an Kriegsparteien grenzte.

### Schweiz und die Weimarer Republik
Über den Vertrag von Versailles und die harte Politik der Siegermächte gegenüber Deutschland besorgte die Schweiz, welche von Anfang an eine Destabilisierung der Weimarer Republik befürchtete. Mit den in der Schweiz abgeschlossenen Verträgen von Locarno (1925) wurde Deutschland Mitglied des Völkerbundes und auf der Konferenz von Lausanne (1932) wurde Deutschland die meisten Reparationszahlungen erlassen. Die Wirtschaftsbeziehungen zu Deutschland in der Zwischenkriegszeit waren überschattet von den Sanktionen der Siegermächte, Hyperinflation, Weltwirtschaftskrise und Protektionismus.

### Schweiz und NS-Deutschland
Der Aufstieg Adolf Hitlers löste in der Schweiz große Besorgnis aus und wurde lediglich von der Frontenbewegung begrüßt. Hitlers Versprechen, die Schweizer Neutralität zu respektieren, wurde wenig Glaubwürdigkeit beigemessen.  Gleichzeitig waren die Wirtschaftsbeziehungen zu Deutschland von großer Bedeutung für die Schweizer. 1935 wurde der jüdisch-deutsche Journalist Bertold Jacob-Salomon vom NS-Regime auf Schweizer Boden entführt, nach Protesten der Schweizer Regierung jedoch wieder freigelassen, was einen bemerkenswerten Erfolg der Schweizer Außenpolitik darstellte. Ein Jahr später führte die Gustloff-Affäre zu wütender Propaganda der NS-Presse gegen die Schweiz und zum Verbot der NSDAP-Auslandsorganisation in der Schweiz.
Nach dem Beginn des Zweiten Weltkriegs behielt die Schweiz ihre Neutralitätspolitik bei. Als das Land durch die Deutsche Besetzung Frankreichs zeitweise von den Achsenmächten komplett umschlossen war, war der Schweizer Spielraum stark eingeschränkt. Die Schweiz kündigte allerdings ihre Widerstandbereitschaft bei einem Angriff auf sie an und die Achse hatte im Weltkrieg andere Prioritäten, auch wenn die Nationalsozialisten die Schweiz als Teil eines Großgermanischen Reiches betrachteten. Gegenüber Flüchtlingen aus NS-Deutschland betrieb die Schweiz eine restriktive Politik und wies zahlreiche Verfolgte ab. Nachdem die Niederlage Hitlers sich an 1943 abgezeichnet hatte, wurde die Aufnahmepraxis der Schweiz schließlich liberaler.

### Geschichte im Kalten Krieg
Am 24. Juli 1945 vollzog der Schweizerische Bundesrat den Beschluss, den er schon ab dem 1. Mai vorbereitet und am 8. Mai getroffen hatte: Die Schweiz beendete die Anerkennung der deutschen Regierung. Der Staat blieb für die Schweiz bestehen, war aber mangels Regierung nicht handlungsfähig.
Aufgrund antidemokratischer Tätigkeiten wurden viele Deutsche des Landes verwiesen und nationalsozialistische Organisationen verboten. Nach der Schliessung aller Vertretungen übernahm die Schweiz unter der Leitung von Hans Zurlinden sowie später dem früheren Berliner Botschafter Frölicher treuhänderisch die Deutsche Interessenvertretung (DIV) in der Schweiz, eine Art Geschäftsführung für einen kommenden rechtmässigen deutschen Staat. Das Ganze geschah unter den Argusaugen der Alliierten, welche private deutsche Guthaben einziehen und die nun unter Hoheit des Schweizer Aussenministeriums stehenden deutschen Akten übernehmen wollten. Während die von den Schweizern etwas „bewirtschafteten“ Akten später übergeben wurden, lenkten die Alliierten im Zuge des sich abzeichnenden Kalten Krieges bei den privaten Vermögenswerten ein.
Im Jahr 1951 anerkannte die Bundesrepublik die Schulden aus der Nazizeit und die Schweiz gab die blockierten staatlichen deutschen Vermögen frei. Deutsche Behörden übernahmen schrittweise die Aufgaben der DIV, sodass diese 1953 aufgelöst werden konnte.
Die Schweizer Spende an die Kriegsgeschädigten und die erst bei Kriegsende auch von Deutschland beanspruchten Erholungsurlaube der Kinderhilfe des Schweizerischen Roten Kreuzes förderten in der frühen Nachkriegszeit die freundnachbarlichen Beziehungen.
Neben den Beziehungen zur Bundesrepublik Deutschland (BRD) unterhielt die Schweiz zwischen 1972 und 1990 auch Beziehungen zur Deutschen Demokratischen Republik (DDR). Während die BRD im Kalten Krieg Mitglied der NATO war, gehörte die DDR dem Warschauer Pakt an. Die Schweiz behielt ihre Neutralitätspolitik bei.

### Geschichte seit 1990
Der Fluglärmstreit zwischen der Schweiz und Deutschland hatte deutsche Anflugbeschränkungen zum Flughafen Zürich zum Gegenstand. Ein Streit über fiskalische Angelegenheiten wurde mit dem Steuerabkommen Deutschland–Schweiz geregelt.
Seitens Deutschland bestehen Verzögerungen in der Umsetzung der im Vertrag von Lugano vereinbarten Verpflichtungen, den Zugang zur NEAT zu verbessern.